# John M. Crebs

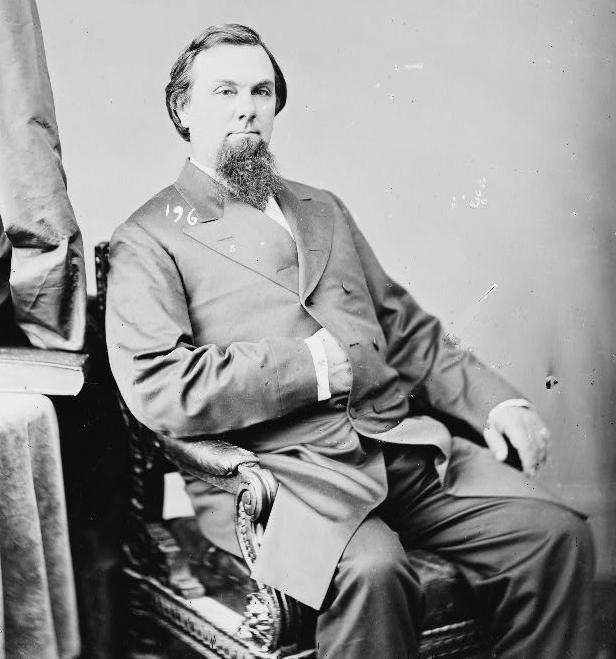
John M. Crebs

John Montgomery Crebs (* 9. April 1830 in Middleburg, Virginia; † 26. Juni 1890 in Carmi, Illinois) war ein US-amerikanischer Politiker. Zwischen 1869 und 1873 vertrat er den Bundesstaat Illinois im US-Repräsentantenhaus.

## Werdegang
Im Jahr 1837 kam John Crebs mit seinen Eltern in das White County in Illinois, wo er die öffentlichen Schulen besuchte. Nach einem anschließenden Jurastudium und seiner 1852 erfolgten Zulassung als Rechtsanwalt begann er in seiner neuen Heimat in diesem Beruf zu arbeiten. Während des Bürgerkrieges stieg er im Heer der Union bis zum Oberstleutnant auf. Im Verlauf des Krieges nahm er unter anderem am Zweiten Vicksburg-Feldzug teil. Außerdem kommandierte er zeitweise eine Kavalleriebrigade. Nach dem Krieg praktizierte er wieder als Anwalt. Gleichzeitig schlug er als Mitglied der Demokratischen Partei eine politische Laufbahn ein.
Bei den Kongresswahlen des Jahres 1868 wurde Crebs im 13. Wahlbezirk von Illinois in das US-Repräsentantenhaus in Washington, D.C. gewählt, wo er am 4. März 1869 die Nachfolge des Republikaners Green Berry Raum antrat. Nach einer Wiederwahl konnte er bis zum 3. März 1873 zwei Legislaturperioden im Kongress absolvieren. Im Jahr 1872 wurde er von seiner Partei nicht mehr zur Wiederwahl nominiert.
Nach dem Ende seiner Zeit im US-Repräsentantenhaus betätigte sich John Crebs wieder als Jurist. Er starb am 26. Juni 1890 in Carmi.